# Mittainvilliers
Mittainvilliers település Franciaországban, Eure-et-Loir megyében. Lakosainak száma 508 fő (2013). Mittainvilliers Vérigny, Fontaine-la-Guyon és Bailleau-l’Évêque községekkel határos.

## Népesség
A település népességének változása:
| Lakosok száma | 207  | 215  | 210  | 304  | 362  | 390  | 432  | 508  |
|               | 1962 | 1968 | 1975 | 1982 | 1990 | 1999 | 2008 | 2013 |